# Нота (дипломатия)

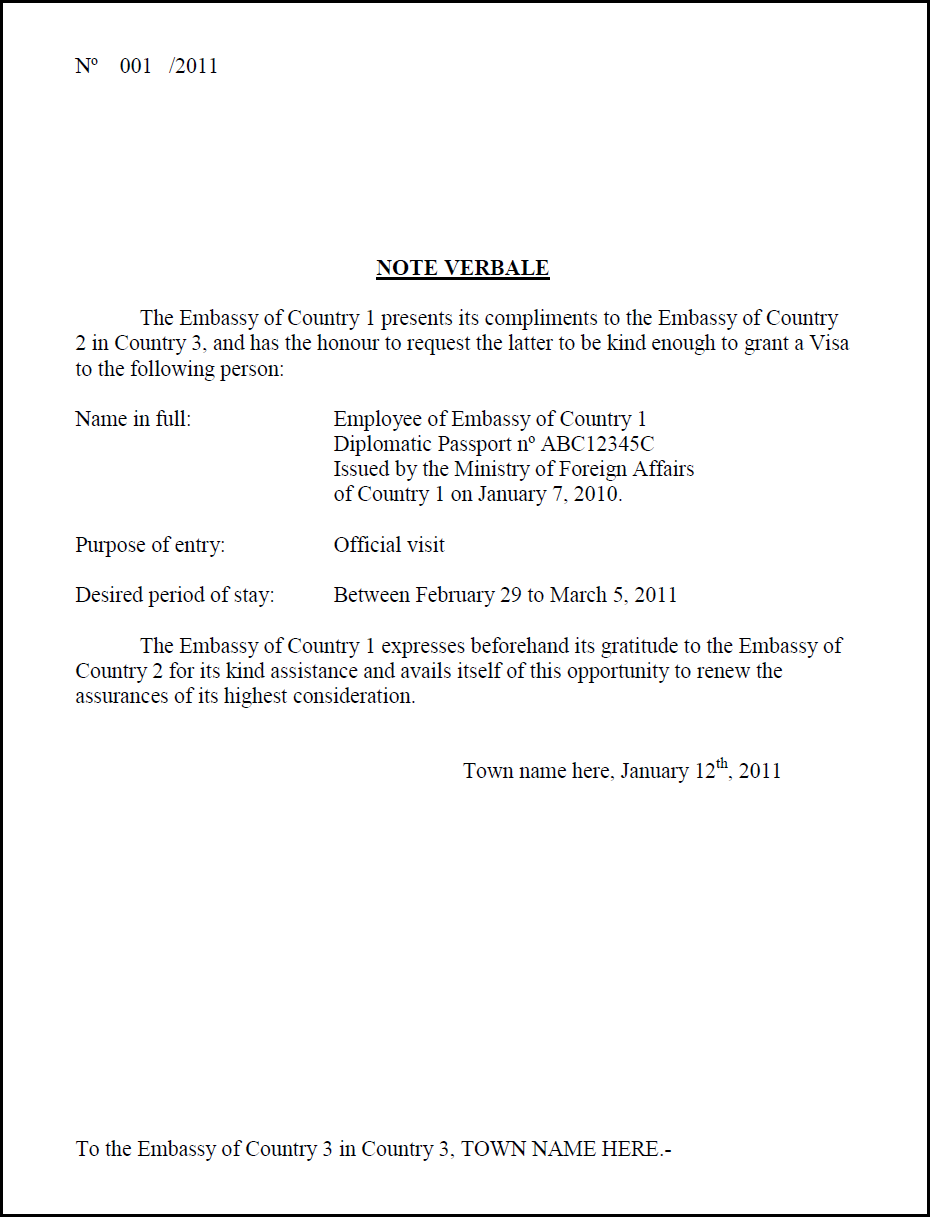
Пример дипломатической ноты

Но́та — официальное дипломатическое обращение правительства одного государства к правительству другой страны.

## Типы

### Вербальная нота
Наиболее распространённый вид. Она может касаться важных, принципиальных вопросов, равно как и рутинных. Содержит различного рода информацию (изменения в дип. персонале), просьбы (выдать визу, решить какой-либо вопрос), может выражать недовольство или вновь привлечь внимание к вопросу, обязывает к официальному ответу. Печатается на нотном бланке с гербом, ставятся индекс и номер ноты. Ноты отправляются адресату от имени МИДа или посольства в 3-м лице (с датой, адресом получателя и печатью вместо подписи) и не подписываются. Текст состоит из трёх частей: 1) вступительный комплимент; 2) содержание ноты; 3) заключительный комплимент

### Личная нота
Пишется на нотном бланке, но исполняется от первого лица с подписью, индекса и номера не ставится, печати нет. Посылается по вопросам важного и принципиального значения, с информацией об изменении названия государства, по вопросу о двусторонних отношениях, а также личные ноты коллегам по дип корпусу или МИДа об отпуске, вручении верительных грамот, временном отъезде и назначении временного поверенного в делах; по протокольным вопросам, поздравления, соболезнования. Посылается только курьером.

## Примеры нот
- Нота Милюкова
- Нота Керзона